# Aktív transzport
Az aktív transzport folyamat, melynek során a koncentrációgradienssel ellentétes irányban – így energiát igényelvén – jutnak át anyagok egy membránon keresztül.

## A biológiában
A biológiában e membrán a sejtmembrán, a transzportot erre szolgáló fehérjék végzik ATP felhasználásával.

### Elsődleges aktív transzport
Elsődleges aktív transzport esetén a transzportért felelős fehérje végzi az ATP-felvételt is. Példa erre a nátrium-kálium-pumpa és a Ca2+-ATPáz.

### Másodlagos aktív transzport
Másodlagos aktív transzport esetén az energiafelvételt egy másik transzporter végzi, és az azáltal létrehozott gradiens adja az energiát. Példa erre a glükóz-nátriumion-szimport,továbbá bizonyos neurotranszmitterek transzportja az idegsejtmembránokon keresztül.